# Буторін Віктор Васильович
Віктор Васильови Буторін (26 вересня 1898, Семипалатинськ — 7 березня 1974, Київ) — Герой Радянського Союзу (1944), у роки німецько-радянської війни командир шабельного взводу 62-го гвардійського кавалерійського полку 16-ї гвардійської Чернігівської кавалерійської дивізії, сформованої в грудні 1941 року в місті Уфі, як 112-та Башкирська кавалерійська дивізія, 7-го гвардійського кавалерійського корпусу 61-ї армії Центрального фронту.

## Біографія
Народився 26 вересня 1898 року в місті Семипалатинську (нині Семей Східноказахстанської області Казахстану) в сім'ї службовця. Росіянин. Член КПРС з 1943 року. Закінчив 9 класів. У 1918—1924 роках служив в Червоній Армії, потім працював в системі споживчої кооперації. Повторно призваний в жовтні 1941 року. У діючій армії з 1943 року.
Гвардії старший сержант Віктор Буторін відрізнився в битві за Дніпро. 21 вересня 1943 року в боях за село Перше Травня Городнянського району Чернігівської області України він проявив мужність і героїзм. Двічі поранений, він не покинув поля бою до повного звільнення населеного пункту.
Указом Президії Верховної Ради СРСР від 15 січня 1944 року за зразкове виконання бойового завдання командування в боротьбі з німецько-фашистськими загарбниками і проявлені при цьому мужність і героїзм гвардії старшому сержантові Буторіну Віктору Васильовичу присвоєне звання Героя Радянського Союзу з врученням ордена Леніна і медалі «Золота Зірка» (№ 3010).

Надгробок Віктора Буторіна

Після війни лейтенант Буторін В. В. в запасі. Жив і працював в Києві. Помер 7 березня 1974 року. Похований на Лук'янівському військовому кладовищі.
Нагороджений орденом Леніна, орденом Червоного Прапора, медалями.

## Пам'ять
Ім'я Віктора Буторіна разом з іменами всіх 78 Героїв Радянського Союзу 112-ї Башкирської (16-ї гвардійської Чернігівської) кавалерійської дивізії було висічено золотими літерами на меморіальних дошках, встановлених в Уфі в Національному музеї Башкортостана і в Музеї 112-ї (16-ю гвардійською) Башкирської кавалерійської дивізії.